# 1498

## Esdeveniments
Països Catalans
Resta del món
- 20 de maig, Calcuta (l'Índia): hi arriba Vasco da Gama.

## Naixements
Països Catalans
- Oriola: Ferran de Lloaces i Peres, 66è president de la Generalitat de Catalunya.

Resta del món
- 23 d'agost, Saragossa: Miquel da Paz, infant de Portugal i príncep d'Astúries.
- 15 de novembre, Lovaina: Elionor d'Àustria, infanta de Castella i Aragó, reina de Portugal i de França.[1]

## Necrològiques
Països Catalans
- Poblet: Juan Payo Coello, 37è president de la Generalitat de Catalunya.

Resta del món
- 16 de setembre, Àvila, Corona de Castella: Tomàs de Torquemada, inquisidor.
- 22 de juny, Herat: Muhammad Mirkhwand ibn Khwandshah, historiador persa en temps del sultà Hussayn Bayqara.